# 羅季諾區
52°30′N 80°14′E / 52.500°N 80.233°E
羅季諾區（俄语：Родинский район），是俄羅斯的一個區，位於該國南部，由阿爾泰邊疆區負責管轄，面積3,118平方公里，2010年該區人口20.719，人口密度每平方公里6.64人。